# 番組審議会からのお知らせ
番組審議会からのお知らせ（ばんぐみしんぎかいからのおしらせ）とは、東海ラジオ放送で放送されている自己批評番組である。

## 番組概要
- 番組の放送時間が短いことや放送局が小規模なためか、他局の同様の番組と異なり、番組担当のアナウンサーが放送番組審議委員会で審議された内容を報告するのみである。
- 番組中のBGMはジャズが使用されている。

## 放送日時
全て月1回の放送。また、放送番組審議会の審議が行われない1月と8月は放送されないほか、不定期で放送されないことがある。

### 現在（2016年4月- ）
- 日曜 6:55 - 7:00

### 過去
- 不明 - 2002年3月:日曜 6:15 - 6:20
- 2002年5月 - 2006年7月:日曜 6:50 - 6:55
- 2006年11月 - 2007年2月:日曜 6:25 - 6:30
- 2007年3月・2007年4月:日曜 5:25 - 5:30
- 2007年5月 - 2008年12月:月曜 5:25 - 5:30
- 2009年2月 - 2016年3月:土曜 5:45 - 5:50

## 担当アナウンサー

### 現在
- 前野沙織（東海ラジオアナウンサー。不明 - ）

### 過去
- 源石和輝（東海ラジオアナウンサー。 - 2009年9月頃）
- 角田智美（元東海ラジオアナウンサー。2009年10月頃から山口と交代で担当。）
- 山口由里（元東海ラジオアナウンサー。2009年10月頃から角田と交代で担当。）
- 福本晋悟（元東海ラジオアナウンサー。）